# Evian

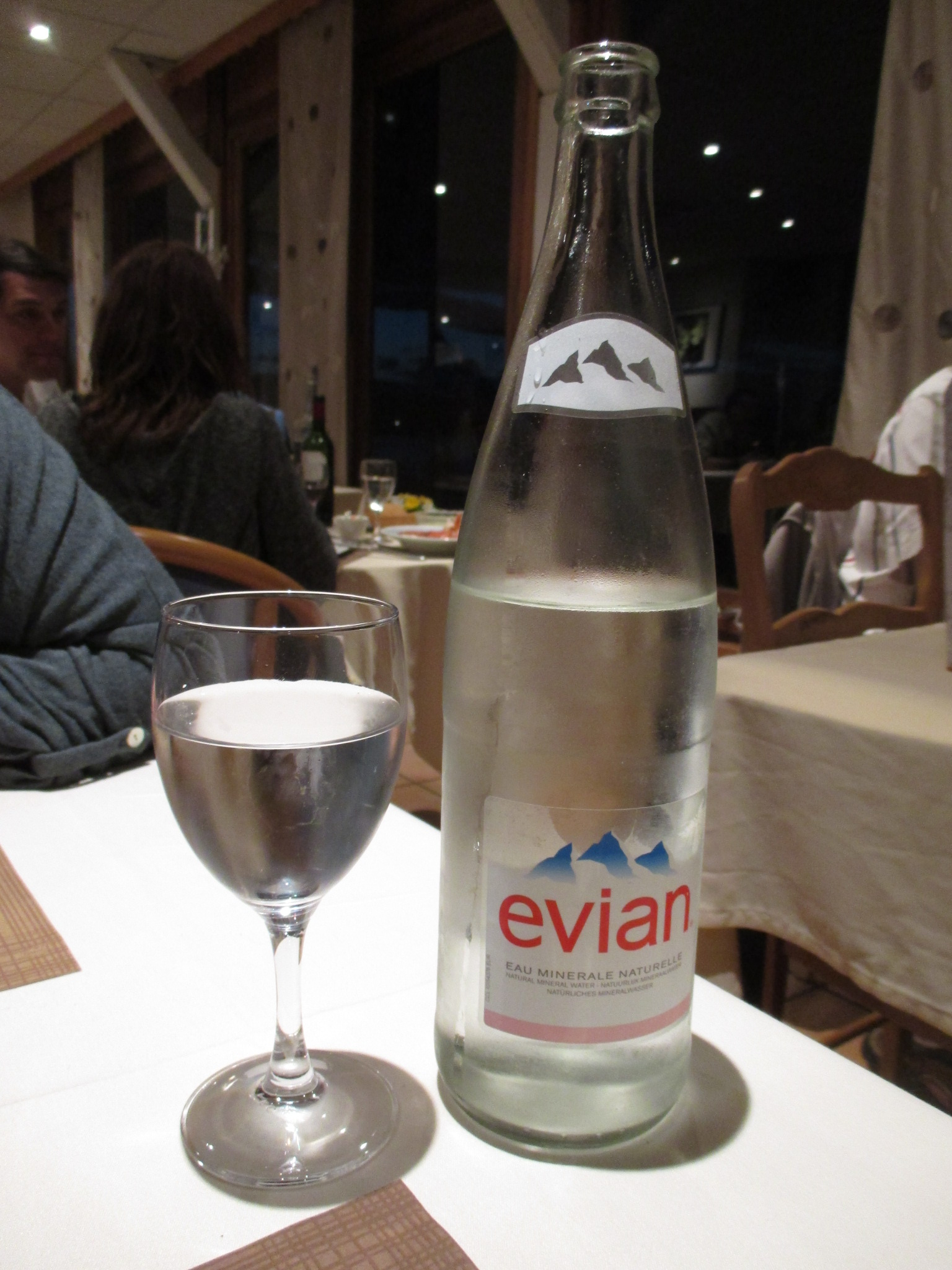

Evian är ett franskt varumärke för mineralvatten. Namnet kommer från orten Évian-les-Bains på södra sidan av Genèvesjön, nära gränsen mellan Frankrike och Schweiz där vattnet tappas.
Varumärket ägs av Danone Group.